# 索瓦涅
索瓦涅（法語：Sauvagney，法語發音：[sovaɲɛ]）是法国杜省的一个市镇，属于贝桑松区。

## 地理
索瓦涅（47°19'25"N, 5°54'14"E）面积3.95 平方千米，位于法国勃艮第-弗朗什-孔泰大區杜省，该省份为法国东部内陆省份，北起上索恩省，西接汝拉省，东部及东南部与瑞士接壤，东北部与贝尔福地区省接壤。
与索瓦涅接壤的市镇（或旧市镇、城区）包括：尚博尔奈莱潘、奥尼翁河畔屈塞、蒙克莱、莱索克松。

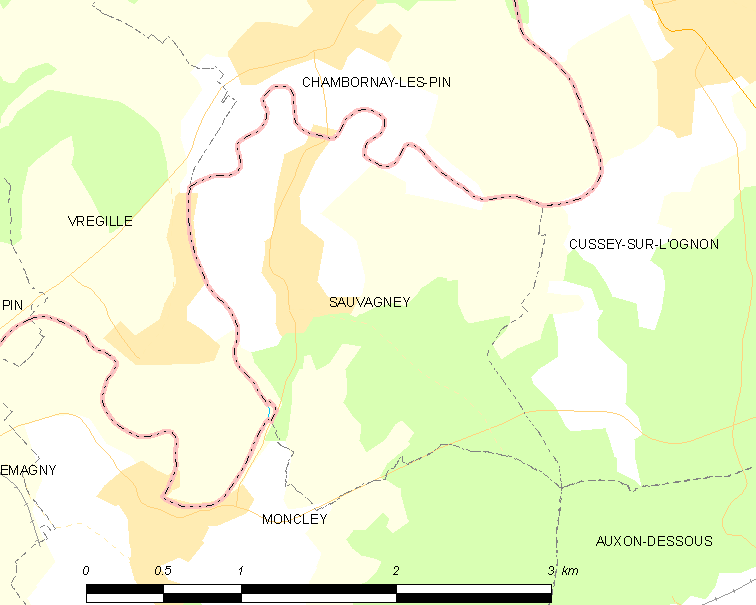
索瓦涅的OSM定位图

索瓦涅的时区为UTC+01:00、UTC+02:00（夏令时）。

## 行政
索瓦涅的邮政编码为25170，INSEE市镇编码为25536。

## 政治
索瓦涅所属的省级选区为圣维特县。

## 人口

1962-2008年间索瓦涅人口变化图示

索瓦涅于2022年1月1日时的人口数量为194人。